# Isländische Badmintonmeisterschaft 1953
Die Isländische Badmintonmeisterschaft 1953 fand in Reykjavík statt. Es war die fünfte Auflage der nationalen Titelkämpfe von Island im Badminton.

## Titelträger
| Disziplin    | Sieger                        |
| ------------ | ----------------------------- |
| Herreneinzel | Wagner Walbom                 |
| Dameneinzel  | Ebba Lárusdóttir              |
| Herrendoppel | Einar Jónsson Wagner Walbom   |
| Damendoppel  | Ebba Lárusdóttir Ragna Hansen |
| Mixed        | Wagner Walbom Unnur Briem     |